# Aristobia approximator
Aristobia approximator là một loài bọ cánh cứng trong họ Cerambycidae.